# David Dushman
David Dushman (geboren am 1. April 1923 in Danzig; gestorben am 4. Juni 2021 in München) war ein zuletzt in München lebender russischer Fechttrainer, Weltkriegsveteran und Zeitzeuge. Vor seinem Tod galt er als der letzte lebende Befreier des Konzentrationslagers Auschwitz.

## Biographie
Dushman wurde 1923 in der Freien Stadt Danzig geboren. Aus politischen Gründen ließ seine Mutter jedoch Minsk als Geburtsort eintragen. Dushmans Vater war ein jüdischer Militärarzt der Roten Armee im Generalsrang, der zuletzt als Leiter des medizinischen Dienstes der Zentralsporthochschule in Moskau fungierte. 1938 wurde der Vater während der stalinistischen Säuberungen in ein Arbeitslager nördlich des Polarkreises deportiert, wo er nach zehn Jahren umkam.

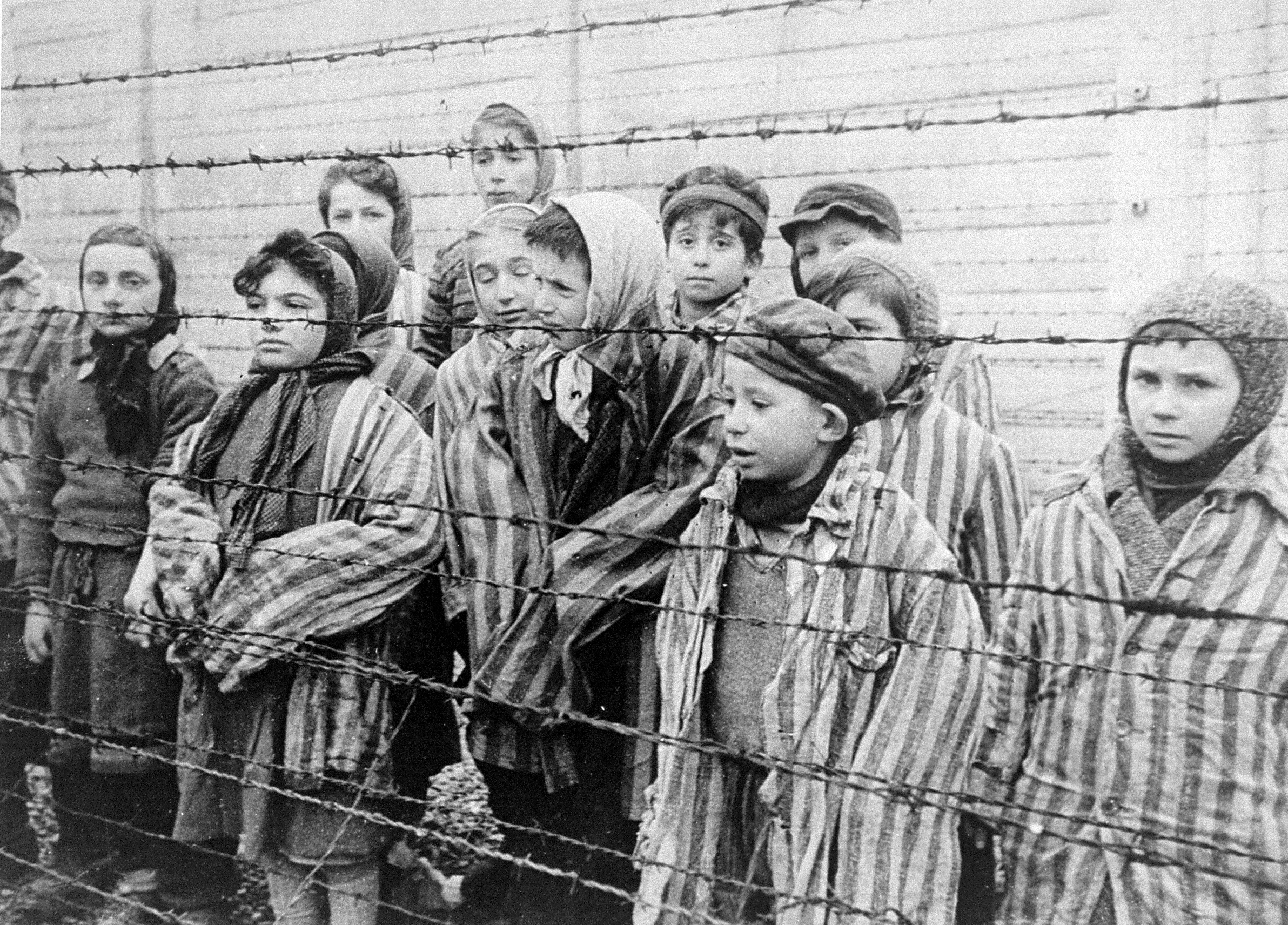
Überlebende bei der Befreiung des KZ Auschwitz durch die 1. Ukrainische Front der Roten Armee (27. Januar 1945)

Als Freiwilliger zum Kriegsdienst herangezogen, diente Dushman während des Zweiten Weltkriegs als Panzerfahrer in der Roten Armee und kämpfte unter anderem in der Schlacht von Stalingrad. Dushman erhielt für seine Tapferkeit über 40 Medaillen und Ehrenzeichen, darunter auch den Orden des Vaterländischen Krieges. Bei Kriegsende gehörte er der 322. Schützendivision der 60. Armee der 1. Ukrainischen Front (unter dem Oberbefehl von Generaloberst Pawel Alexejewitsch Kurotschkin) an. Am frühen Nachmittag des 27. Januar 1945 walzte Dushman mit seinem T-34-Panzer die elektrisch geladene Umzäunung des Konzentrationslagers Auschwitz-Birkenau nieder, womit die Befreiung des KZ Auschwitz begann. Auf dem Gelände sah er die halb verhungerten Menschen, Leichenberge, Hoffnungslosigkeit, unsägliches Leid. Was Auschwitz tatsächlich war, wusste er damals nicht. „Das habe ich erst nach dem Krieg erfahren“, sagte er später. In den Nachkriegsjahren wurde er nie zu den Gedenkfeiern nach Auschwitz eingeladen, hatte jedoch auch kein Bedürfnis, dorthin zurückzukehren: „Ich könnte nicht aufhören zu weinen.“
Nach dem Zweiten Weltkrieg widmete sich Dushman dem Fechtsport und wirkte fast vier Jahrzehnte lang, von 1952 bis 1988, als Trainer der sowjetischen Damen-Nationalmannschaft. 1960 gewannen die sowjetischen Damen erstmals olympisches Gold im Florett-Mannschaftswettbewerb. Bis 1988 errangen die von Dushman betreuten Sportlerinnen zahlreiche Titel bei Weltmeisterschaften und den Olympischen Spielen. In seiner Funktion als Trainer erlebte Dushman 1972 auch das Münchner Olympia-Attentat auf die israelischen Sportler mit. „Wir hörten Schüsse und das Brummen der Hubschrauber über uns. Wir wohnten damals genau gegenüber der israelischen Mannschaft. Wir und alle anderen Sportler waren entsetzt“, erinnerte er sich später an die Ereignisse im Olympischen Dorf. Als es bei den Fechtweltmeisterschaften 1982 zum tödlichen Unfall zwischen Matthias Behr und Wladimir Smirnow kam, war Dushman einer der ersten, die den schwer geschockten Olympiasieger Behr zu trösten versuchten. Er nahm Behr in die Arme und sagte: „Du kannst nichts dafür. Ein solches Unglück ist von Gott vorbestimmt.“ 1988 beendete Dushman seine Trainerfunktion für die sowjetische Damen-Nationalmannschaft, blieb aber bis kurz vor seinem Tod als Fechter aktiv.
Nach Öffnung der Ostblockgrenzen verließ er die Sowjetunion und zog für kurze Zeit nach Österreich. Seit 1996 lebte Dushman als Kontingentflüchtling mit seiner Frau Zoja in München-Neuperlach. 2003 wurde Dushman Trainer beim Olympischen Fechtclub München, wo seine Maxime lautete: „Fechten ist nicht nur Sport für den Körper, sondern auch für den Geist. Es geht um Psychologie und darum, Menschen lesen zu lernen, schneller zu sein als dein Gegenüber, zu wissen was der Gegner macht, bevor er es selbst tut.“ Bis zum Alter von 94 Jahren unterrichtete Dushman fast täglich in seinem Fechtverein in München. Genauso regelmäßig trat er vor der Corona-Pandemie in Schulen als Zeitzeuge auf und erzählte von seinen Erlebnissen während des Zweiten Weltkriegs. Ressentiments gegenüber seiner neuen Heimat Deutschland hatte Dushman nicht. „Wir haben nicht gegen die Deutschen gekämpft“, sagte er, „sondern gegen den Faschismus“. Zu seinem 98. Geburtstag wurde Dushman zum Ehrenmitglied der Israelitischen Kultusgemeinde München ernannt.

## Werke
- David Dushman/Olga Kotlytska: Krieg und Frieden... Und Sport! Lebenserinnerungen, Charkiw 2019.